# Сыюэван
Сыюэван(кит. упр. 四月网, пиньинь Sìyuèwǎng, палл. Сыюэван, буквально: «Апрельские СМИ») — китайский политический новостной веб-сайт с сильным националистическим уклоном. До 2009 назывался Anti-CNN.
Веб-сайт был создан 23-летним китайцем Жао Цзинем в качестве ответной реакции на «ложь и искажение фактов западными СМИ», при освещении беспорядков в Тибете 2008 года и вопросов сохранения национального единства КНР. На сайте заявлено, что его цель — «собирать, классифицировать и демонстрировать ошибки западных СМИ». Согласно веб-сайту, фраза «Анти-CNN» выражает недовольство не только американской компанией CNN, но и другими западными медиа-ресурсами, такими как «Fox News», «BBC», «RTL», «Der Spiegel» и др. Кроме этого, на сайте подчеркивается: «Мы не против западных СМИ, но мы против лжи и сфабрикованных историй в СМИ. Мы не против западных людей, но мы против предрассудков западного общества».

## История
После беспорядков в Тибете в 2008 году ряд китайских студентов и иностранных граждан, посчитавших, что освещение этих событий в западных СМИ было «искаженным и предвзятым», провели серию протестов и организовали сбор и загрузку новостных сообщений на YouTube. Это вызвало широкий общественный резонанс. На этой волне активизма Жао Цзинь, выпускник Университета Цинхуа, 18 марта учредил anti-cnn.com, призвав «собирать и сортировать доказательства неправды в основных западных СМИ и дать голос китайскому народу»..
20 марта на сайте было опубликовано заявление о том, что западные СМИ описывали события в Тибете, используя такие фразы как «репрессии китайских властей», создавая ложное впечатление, будто именно китайские власти, а не мятежники, стали причиной травм и убийств. По словам Жао Цзиня, CNN и BBC сообщали выборочную информацию о волнениях и грубо искажали события.
Вскоре после этого, Жао Цзинь был приглашен на интервью в программу «Восточное пространство» («Дунфан шикун» (кит. упр.  东方时空)) на центральном телевидении Китая. Темой шоу было «Предупреждение CNN: что вызвало возмущение и гнев китайских интернет-пользователей?» (正告CNN：中国网民为何愤怒). Во время интервью Жао заявил, что он создал сайт с целью «обнародовать факты для как можно большего количества людей». В течение двух месяцев количество посетителей Anti-CNN превысило 100 000 пользователей.. Сейчас на сайте более 500 тысяч посетителей в день, 60 % которых из Китая.
В том же году в отчете Washington Post, в котором была отражена реакция китайских пользователей на западное освещение волнений в Тибете, был процитирован сам Жао, по словам которого более 1000 человек написали ему на электронную почту, добровольно представив искаженные репортажи западных СМИ.

## Ответ западных СМИ
Некоторые из СМИ, обвиняемые в искажении новостей, ответили на эти обвинения. Телеканал CNN дал официальный ответ на обвинения в обрезке изображений и несоответствии подписей, однако утверждал, что выбор материала «подходит для редакционного контекста и не вызывает путаницы». Der Spiegel в редакционной статье упомянул сайт Anti-CNN, и его статью «война над словами» (the war over words), в которой журнал обвиняется в искаженном освещении беспорядков в Тибете, однако, отказался отвечать на предъявленные обвинения, высказав предположение, что сайт Anti-CNN является частью «китайской пропаганды». Журнал также обвинил китайскую цензуру, заявив, что она заставляет СМИ обращаться к «трудно подтверждаемым» доказательствам и «увеличивает риск ошибок», что, в свою очередь, «облегчает для китайских властей обвинение западных СМИ».
По мнению американской газеты The Christian Science Monitor, поскольку материковые СМИ полностью контролируются КПК, китайцам не стоит чрезмерно полагаться на аргументы и новости, представленные официальными китайскими СМИ, так как они нередко сильно искажаются. Это, по мнению газеты, привело к «антизападным настроениям» среди интернет-пользователей в Китае, что в итоге вылилось в создание и наполнение сайта anti-cnn.com. В ответ, официальные СМИ КПК назвали этот комментарий «преувеличением». Китайский сайт BBC сообщил, что ошибки, которые чаще всего используются сайтом Anti-CNN для обвинения западных СМИ, были «незначительными»: обрезка фотографий или подписи к фотографиям. Конечно, эти ошибки являются важными, но есть подозрение, что они используются для подогрева «национализма». 

## Изменение названия
Сайт anti-cnn.com впервые привлек всеобщее внимание в ходе пресс-конференции представителя МИД КНР Цинь Гана 27 марта 2008 года. Один из журналистов задал вопрос о возможном финансировании или поддержке сайта со стороны китайского правительства. Цинь Ган ответил, что «именно безответственные и неэтичные репортажи (западных СМИ) заставили китайских граждан добровольно заявить о своем недовольстве».
10 апреля 2008 года компьютерная система ООН заблокировала доступ к anti-cnn.com.
В 2009 году сайт www.аnti-cnn.com был перенаправлен на «апрельскую сеть» m4.cn. Также существует сайт на английском языке под названием April Media/The 4th Media.
Согласно сайту the 4th media, платформа предоставляет релевантную информацию и анализ новостей из основных и прогрессивных независимых зарубежных СМИ для китайской аудитории и наоборот.
Также на сайте www.m4.cn (四月网) отмечается:
«Анти-CNN стремится нарушить информационную монополию Запада, распространять правду, устранять недопонимание и содействовать обмену и сотрудничеству между Китаем и остальным миром. April media унаследовала и будет продолжать развивать идеи веб-сайта Анти-CNN. April media способствует созданию „общих патриотических, рациональных и прогрессивных“ ценностей» среди китайской молодежи. Благодаря сотням добровольцев и разнообразным источникам, April Net заботится о развитии Китая и глобальных СМИ. Она стала новой медиа-платформой для объединения и распространения выдающихся и независимых идей."